# Shariatpur Sadar
Shariatpur Sadar è un sottodistretto (upazila) del Bangladesh situato nel distretto di Shariatpur, divisione di Dacca. Si estende su una superficie di 175,09 km² e conta una popolazione di 210.259 abitanti (dato censimento 1991).